# The Voice Kids (Polska)
The Voice Kids – polski program telewizyjny typu talent show, emitowany na antenie TVP2 od 1 stycznia 2018 oparty na niderlandzkim formacie o tej samej nazwie.
W czerwcu 2017 TVP ogłosiła przesłuchania do programu dla osób w wieku 8–15 lat. Od czwartej edycji uczestnikami programu mogą być osoby w wieku 8–14 lat. Regulamin przewiduje jednak uczestnictwo osób 7- i 15-letnich, jednak na występ takiego uczestnika produkcja musi wyrazić zgodę.
Do 7. edycji nagrania realizowane były w ATM Studio przy ul. Wał Miedzeszyński 384 w Warszawie. Od 8. edycji nagrania są realizowane w studio TVP przy ul. Woronicza 17 (wejście od ul. Samochodowej).
W przesłuchaniach w ciemno bierze udział około 100 uczestników, którzy zostali wyłonieni podczas nieemitowanych w telewizji pre-castingów produkcyjnych. Na początku występu trenerzy odwróceni są tyłem do uczestników, a jeśli któryś z trenerów chce przyjąć uczestnika do siebie, odwraca się do niego i śpiewający automatycznie trafia do jego drużyny. Jeżeli odwróci się więcej niż jeden trener, wokalista wybiera trenera, z którym będzie chciał pracować. Etap przesłuchań kończy się skompletowaniem 18-osobowej drużyny przez każdego z trenerów.
Następnie odbywają się bitwy, podczas której trenerzy wybierają ze swojej drużyny po trzy osoby, które śpiewają wspólnie tę samą piosenkę. Trener decyduje, kto przechodzi dalej, a kto odpada z drużyny. Po bitwach w konkursie pozostaje po sześć osób w każdej drużynie, a trenerzy eliminują kolejne osoby, które nie dostaną się do finału (w etapie o nazwie sing off) – wszyscy uczestnicy śpiewają kolejno utwory, które wykonywali na przesłuchaniach w ciemno, a następnie trener ogłasza ostateczny, trzyosobowy skład finałowy.
W finale uczestnicy śpiewają piosenkę z cudzego repertuaru, po czym każdy trener wybiera jednego zawodnika, który przechodzi do ścisłego finału. Najlepsza trójka wykonuje autorski singiel. Zwycięzcę wybierają telewidzowie poprzez głosowanie SMS-owe. Nagrodą główną w programie jest możliwość wydania singla z wytwórnią Warner Music Poland (wcześniej Universal Music Polska), a także od dziewiątej edycji reprezentowanie Polski w Konkursie Piosenki Eurowizji Junior oraz stypendium w wysokości 50 000 zł (w pierwszej edycji 40 000 zł). W szóstej edycji wprowadzono nagrody dla uczestników zajmujących drugie i trzecie miejsce: odpowiednio 30 000 zł i 20 000 zł.

## Ekipa

### Trenerzy
| Trenerzy          | Edycja | Edycja | Edycja | Edycja | Edycja | Edycja | Edycja | Edycja | Edycja |
| Trenerzy          | 1.     | 2.     | 3.     | 4.     | 5.     | 6.     | 7.     | 8.     | 9.     |
| Trenerzy          | [ 5 ]  | [ 6 ]  | [ 7 ]  | [ 8 ]  | [ 9 ]  | [ 10 ] | [ 11 ] |        | [ 12 ] |
| ----------------- | ------ | ------ | ------ | ------ | ------ | ------ | ------ | ------ | ------ |
| Cleo              |        | ●      | ●      | ●      | ●      | ●      | ●      | ●      | ●      |
| Tribbs            |        |        |        |        |        |        |        |        | ●      |
| Blanka            |        |        |        |        |        |        |        |        | ●      |
| Tomson i Baron    | ●      | ●      | ●      | ●      | ●      | ●      | ●      | ●      |        |
| Natasza Urbańska  |        |        |        |        |        |        | ●      | ●      |        |
| Dawid Kwiatkowski | ●      | ●      | ●      | ●      | ●      | ●      |        |        |        |
| Edyta Górniak     | ●      |        |        |        |        |        |        |        |        |

### Prowadzący
| Prowadzący            | Edycja | Edycja | Edycja | Edycja | Edycja | Edycja | Edycja | Edycja | Edycja |
| Prowadzący            | 1.     | 2.     | 3.     | 4.     | 5.     | 6.     | 7.     | 8.     | 9.     |
| Prowadzący            | [ 5 ]  | [ 7 ]  | [ 7 ]  | [ 8 ]  | [ 9 ]  | [ 10 ] | [ 13 ] | [ 14 ] | [ 12 ] |
| --------------------- | ------ | ------ | ------ | ------ | ------ | ------ | ------ | ------ | ------ |
| Paulina Chylewska     |        |        |        |        |        |        |        | ●      | ●      |
| Michalina Sosna       |        |        |        |        |        |        |        | ●      | ●      |
| Tomasz Kammel         | ●      | ●      | ●      | ●      | ●      | ●      | ●      |        |        |
| Ida Nowakowska        |        |        | ●      | ●      | ●      | ●      | ●      |        |        |
| Barbara Kurdej-Szatan | ●      | ●      |        |        |        |        |        |        |        |

### Za kulisami
| Za kulisami      | Edycja | Edycja | Edycja | Edycja | Edycja | Edycja | Edycja | Edycja | Edycja |
| Za kulisami      | 1.     | 2.     | 3.     | 4.     | 5.     | 6.     | 7.     | 8.     | 9.     |
| Za kulisami      | [ 5 ]  | [ 8 ]  | [ 7 ]  | [ 8 ]  | [ 15 ] |        |        |        |        |
| ---------------- | ------ | ------ | ------ | ------ | ------ | ------ | ------ | ------ | ------ |
| Antoni Scardina  |        |        |        |        | ●      | ●      | ●      | ●      | ●      |
| Jan Dąbrowski    |        | ●      | ●      |        |        |        |        | ●      | ●      |
| Oliwier Szot     |        |        |        | ●      | ●      | ●      | ●      |        |        |
| Adam Zdrójkowski | ●      |        |        |        |        |        |        |        |        |

### Komentatorzy bitew
| Komentator        | Edycja | Edycja | Edycja | Edycja | Edycja | Edycja | Edycja | Edycja |
| Komentator        | 1.     | 2.     | 3.     | 4.     | 5.     | 6.     | 7.     | 8.     |
| Komentator        | [ 16 ] | [ 8 ]  | [ 7 ]  | [ 8 ]  |        |        |        |        |
| ----------------- | ------ | ------ | ------ | ------ | ------ | ------ | ------ | ------ |
| Antoni Scardina   |        | ●      | ●      | ●      | ●      | ●      | ●      | ●      |
| Jan Dąbrowski     |        | ●      | ●      |        |        |        |        | ●      |
| Oliwier Szot      |        |        |        | ●      | ●      | ●      | ●      |        |
| Leon Natan-Paszek | ●      |        |        |        |        |        |        |        |
| Witold Sosulski   | ●      |        |        |        |        |        |        |        |

## Emisja w telewizji
| Edycja | Liczba odcinków | Liczba odcinków | Pierwsza emisja telewizyjna (TVP2) | Pierwsza emisja telewizyjna (TVP2) | Pierwsza emisja telewizyjna (TVP2) | Pierwsza emisja telewizyjna (TVP2) | Pierwsza emisja telewizyjna (TVP2) | Pierwsza emisja telewizyjna (TVP2) |
| Edycja | num. TVP        | fakt.           | Sezon                              | Premiera                           | Finał                              | Pora emisji                        | Średnia oglądalność                | Średnia oglądalność                |
| ------ | --------------- | --------------- | ---------------------------------- | ---------------------------------- | ---------------------------------- | ---------------------------------- | ---------------------------------- | ---------------------------------- |
| 1.     | 14              | 15              | zima 2018                          | 1 stycznia 2018                    | 24 lutego 2018                     | sobota 20.05                       | 2,54 mln (WM)                      | 2,54 mln (WM)                      |
| 2.     | 14              | 18              | zima 2019                          | 1 stycznia 2019                    | 23 lutego 2019                     | sobota 20.05                       | 2,07 mln (WM)                      | 2,07 mln (WM)                      |
| 3.     | 14              | 18              | zima 2020                          | 1 stycznia 2020                    | 22 lutego 2020                     | sobota 20.05                       | 2,48 mln (WM)                      | 2,48 mln (WM)                      |
| 4.     | 14              | 18              | wiosna 2021                        | 27 lutego 2021                     | 17 kwietnia 2021                   | sobota 20.00                       | 2,01 mln (WM)                      | 1,89 mln (Press)                   |
| 5.     | 14              | 18              | wiosna 2022                        | 26 lutego 2022                     | 23 kwietnia 2022                   | sobota 20.00                       | 1,73 mln (WM)                      | 1,77 mln (Press)                   |
| 6.     | 16              | 20              | wiosna 2023                        | 25 lutego 2023                     | 29 kwietnia 2023                   | sobota 20.00                       | 1,69 mln (Press)                   | 1,69 mln (Press)                   |
| 7.     | 16              | 20              | wiosna 2024                        | 24 lutego 2024                     | 27 kwietnia 2024                   | sobota 20.00                       | 1,47 mln (Press)                   | 1,47 mln (Press)                   |
| 8.     | 16              | 20              | wiosna 2025                        | 22 lutego 2025                     | 3 maja 2025                        | sobota 20.00                       | 1,25 mln (Press)                   | 1,24 mln (WM)                      |
| 9.     | b.d             | b.d             | 2026                               | b.d                                | b.d                                | b.d                                |                                    |                                    |

## Zwycięzcy
| Edycja | Zwycięzca              | Trener            | Źr.    |
| ------ | ---------------------- | ----------------- | ------ |
| 1.     | Roksana Węgiel         | Edyta Górniak     | [ 37 ] |
| 2.     | Ania „AniKa” Dąbrowska | Cleo              | [ 38 ] |
| 3.     | Marcin Maciejczak      | Dawid Kwiatkowski | [ 39 ] |
| 4.     | Sara Egwu-James        | Tomson i Baron    | [ 40 ] |
| 5.     | Mateusz Krzykała       | Cleo              | [ 41 ] |
| 6.     | Martyna Gąsak          | Dawid Kwiatkowski | [ 42 ] |
| 7.     | Michell Siwak          | Natasza Urbańska  | [ 43 ] |
| 8.     | Zosia Wójcik           | Tomson i Baron    |        |

### Zwycięzcy plebiscytu publiczności PZU
| Edycja | Zwycięzca          | Trener            | Źr.    |
| ------ | ------------------ | ----------------- | ------ |
| 1.     | Tomasz Gregorczyk  | Edyta Górniak     | [ 44 ] |
| 2.     | Adam Kubera        | Dawid Kwiatkowski | [ 45 ] |
| 3.     | Marcin Maciejczak  | Dawid Kwiatkowski | [ 46 ] |
| 4.     | Krystian Gontarz   | Cleo              | [ 47 ] |
| 5.     | Marceli Józefowicz | Dawid Kwiatkowski | [ 48 ] |
| 6.     | Julia Dąbrowska    | Tomson i Baron    | [ 49 ] |

## Trenerzy i ich grupy
– 1. miejsce;     – 2. miejsce;     – 3. miejsce
| Edycja | Dawid Kwiatkowski                     | Tomson i Baron                      | Edyta Górniak                           | Źr.           |
| ------ | ------------------------------------- | ----------------------------------- | --------------------------------------- | ------------- |
| 1.     | Antoni Scardina                       | Zuzanna „Zuza” Jabłońska            | Roksana „Roxie” Węgiel                  | [ 50 ]        |
| 1.     | Kuba Szmajkowski, Nela Zawadzka       | Oliwia Kopiec, Amelia Andryszczyk   | Mateusz Gędek, Natalia Zastępa          | [ 50 ]        |
|        |                                       |                                     |                                         |               |
| Edycja | Dawid Kwiatkowski                     | Tomson i Baron                      | Cleo                                    | Źr.           |
| 2.     | Paweł Szymański                       | Wiktoria „Viki” Gabor               | Ania „AniKa” Dąbrowska                  | [ 51 ]        |
| 2.     | Oliwier Szot, Carla Fernandes         | Lena Marzec, Michał Szczurek        | Karolina Kruk, Adrian Bałucki           | [ 51 ]        |
|        |                                       |                                     |                                         |               |
| Edycja | Dawid Kwiatkowski                     | Tomson i Baron                      | Cleo                                    | Źr.           |
| 3.     | Marcin Maciejczak                     | Hania Sztachańska                   | Natalia Kawalec                         | [ 52 ]        |
| 3.     | Alicja Tracz, Anastazja Maciąg        | Aleksandra Gwazdacz, Ewelina Kozub  | Wiktoria Zwolińska, Szymon Lubicki      | [ 52 ]        |
|        |                                       |                                     |                                         |               |
| Edycja | Dawid Kwiatkowski                     | Tomson i Baron                      | Cleo                                    | Źr.           |
| 4.     | Aleksander Klembalski                 | Sara Egwu-James                     | Tatiana Kopala                          | [ 53 ] [ 54 ] |
| 4.     | Natalia Pawelska, Zofia Sławińska     | Mikołaj Jabłoński, Amelia Borkowska | Igor Konieczny, Karolina Szostak        | [ 53 ] [ 54 ] |
|        |                                       |                                     |                                         |               |
| Edycja | Dawid Kwiatkowski                     | Tomson i Baron                      | Cleo                                    | Źr.           |
| 5.     | Alicja Górzyńska                      | Maja Cembrzyńska                    | Mateusz Krzykała                        | [ 55 ]        |
| 5.     | Laura Bączkiewicz, Piotr Pączkowski   | Antonina Zakrzewska, Ida Wargskog   | Julia Bieniek, Maximilian Kononow       | [ 55 ]        |
|        |                                       |                                     |                                         |               |
| Edycja | Dawid Kwiatkowski                     | Tomson i Baron                      | Cleo                                    | Źr.           |
| 6.     | Martyna Gąsak                         | Marcel Tułacz                       | Maria Stachera                          | [ 42 ]        |
| 6.     | Leon Olek, Miłosz Skierski            | Kinga Kipigroch, Anna Laskowska     | Pola Płowiak, Miłosz Zarzeka            | [ 42 ]        |
|        |                                       |                                     |                                         |               |
| Edycja | Cleo                                  | Tomson i Baron                      | Natasza Urbańska                        | Źr.           |
| 7.     | Ola Antoniak                          | Nikodem Pajączek                    | Michell Siwak                           | [ 56 ]        |
| 7.     | Mateusz Pierożek, Marysia Stefanowska | Milena Gajek, Wiktoria Szeflińska   | Helena Zaciewska, Marta Porris Zalewska | [ 56 ]        |
| Edycja | Cleo                                  | Tomson i Baron                      | Natasza Urbańska                        | Źr.           |
| 8.     | Julia Szczypior                       | Zosia Wójcik                        | Marianna Kłos                           |               |
| 8.     | Stanisław Karoń, Julia Witulska       | Marcel Kózka, Laura Rumpel          | Fabian Pieniuta, Oskar Podolski         |               |
| Edycja | Blanka                                | Tribbs                              | Cleo                                    | Źr.           |
| 9.     |                                       |                                     |                                         |               |
|        |                                       |                                     |                                         |               |

## Nagrody i nominacje
| Rok  | Ceremonia       | Kategoria                         | Odbiorca          | Wynik     | Źr.    |
| ---- | --------------- | --------------------------------- | ----------------- | --------- | ------ |
| 2019 | Telekamery 2019 | Osobowość telewizyjna             | Tomasz Kammel     | nominacja | [ 57 ] |
| 2019 | Telekamery 2019 | Juror                             | Dawid Kwiatkowski | wygrana   | [ 57 ] |
| 2020 | Telekamery 2020 | Program rozrywkowy                | program           | wygrana   | [ 58 ] |
| 2020 | Telekamery 2020 | Juror                             | Tomson i Baron    | wygrana   | [ 58 ] |
| 2020 | Telekamery 2020 | Juror                             | Cleo              | nominacja | [ 58 ] |
| 2021 | Telekamery 2021 | Juror                             | Cleo              | wygrana   | [ 59 ] |
| 2021 | Telekamery 2021 | Osobowość telewizyjna             | Ida Nowakowska    | nominacja | [ 59 ] |
| 2022 | Telekamery 2022 | Juror 25-lecia                    | Tomson i Baron    | wygrana   | [ 60 ] |
| 2023 | Telekamery 2023 | Juror                             | Tomson i Baron    | wygrana   | [ 61 ] |
| 2023 | Telekamery 2023 | Juror                             | Cleo              | nominacja | [ 62 ] |
| 2023 | Telekamery 2023 | Program rozrywkowy / reality show | program           | nominacja | [ 62 ] |